# Friedrich Kasimir (Pfalz-Zweibrücken-Landsberg)
Friedrich Kasimir von Pfalz-Landsberg (* 10. Juni 1585 in Zweibrücken; † 30. September 1645 auf Burg Montfort in Montigny-Montfort) war der zweite Sohn von Johann I. und Magdalena von Jülich-Kleve-Berg und als Herzog von Pfalz-Landsberg der Begründer einer kurzlebigen Nebenlinie der Wittelsbacher. Sie fand ihre Fortsetzung in den dynastisch nicht erbberechtigten Freiherrn von Fürstenwärther.
Nach dem Tod seines Vaters 1604 teilten er und seine zwei Brüder das Erbe unter sich auf: der Älteste, Johann, erbte Pfalz-Zweibrücken, der zweite, Friedrich Kasimir, erhielt Amt und Burg Landsberg, während das Amt Kleeburg an den jüngsten Sohn, Johann Kasimir, ging.
Friedrich Kasimir begann, die Burg zu einem Wohnschloss umbauen zu lassen. Der Dreißigjährige Krieg bescherte der Anlage dann eine bewegte Geschichte: 1620 besetzten und plünderten sie die Spanier, 1631 die Schweden und 1635 kaiserliche Kroaten. Während dieser Zeit flüchtete die Familie auf die Burg Montfort bei Montigny-Montfort in Burgund. Friedrich Kasimirs Frau Emilia hatte sie von ihrem Vater erhalten und blieb auch als Witwe dort.
Friedrich Kasimir wurde in der Alexanderkirche in Zweibrücken beigesetzt.

## Nachkommen
Er war seit dem 4. Juli 1616 mit Emilia Secunda Antwerpiana von Oranien-Nassau (auch Amalie) (1581–1657), Tochter Wilhelms I. verheiratet. Das Paar hatte folgende Kinder:
- Friedrich (* 1617; † 1617)
- Friedrich Ludwig (* 27. Oktober 1619; † 11. April 1681) ⚭ Juliane Magdalena von Pfalz-Zweibrücken (1621–1672), Tochter Johanns II. von Pfalz-Zweibrücken; danach mit Maria Elisabeth Hepp (1635–1722), woraus die Freiherrn von Fürstenwärther entsprangen.
- Karl Heinrich (* 1622; † 1623)